# The Open Championship 1986
De 115e editie van het Brits Open werd van 17-20 juli 1986 gespeeld op de Alisa Course van de Turnberry Golf Club in Schotland.
Er deden negen voormalige winnaars mee: Severiano Ballesteros, Bob Charles, Sandy Lyle, Gary Player, Tom Watson, Jack Nicklaus en Lee Trevino kwalificeerden zich voor het weekend, Johnny Miller en Bill Rodgers niet.
Ian Woosnam speelde de eerste ronde in 70 (par) en ging daarmee aan de leiding. Greg Norman speelde ronde 2 in 63 slagen, de enige andere speler die na ronde 2 onder par stond was Gordon J. Brand. Ronde 3 werd door niemand onder par gespeeld, zodat Norman aan de leiding bleef. De laatste ronde speelde hij met Tsuneyuki Nakajima, die zijn ronde in 77 slagen speelde en naar de 8ste plaats afzakte. Norman won met vijf slagen voorsprong op Gordon Brand.

## Top-10
| Nr | Speler                | Score           | Score | Prijs (£) |
| -- | --------------------- | --------------- | ----- | --------- |
| 1  | Greg Norman           | 74-63-74-69=280 | par   | 70.000    |
| 2  | Gordon J. Brand       | 71-68-75-71=285 | +5    | 50.000    |
| T3 | Bernhard Langer       | 72-70-76-68=286 | +6    | 35.000    |
| T3 | Ian Woosnam           | 70-74-70-72=286 | +6    | 35.000    |
| 5  | Nick Faldo            | 71-70-76-70=287 | +7    | 25.000    |
| T6 | Severiano Ballesteros | 76-75-73-64=288 | +8    | 22.000    |
| T6 | Gary Koch             | 73-72-72-71=288 | +8    | 22.000    |
| T8 | Brian Marchbank       | 78-70-72-69=289 | +9    | 17.333    |
| T8 | Tsuneyuki Nakajima    | 74-67-71-77=289 | +9    | 17.333    |
| T8 | Fuzzy Zoeller         | 75-73-72-69=289 | +9    | 17.333    |

Vanaf 1970:
1970 ·
1971 ·
1972 ·
1973 ·
1974 ·
1975 ·
1976 ·
1977 ·
1978 ·
1979 ·
1980 ·
1981 ·
1982 ·
1983 ·
1984 ·
1985 ·
1986 ·
1987 ·
1988 ·
1989 ·
1990 ·
1991 ·
1992 ·
1993 ·
1994 ·
1995 ·
1996 ·
1997 ·
1998 ·
1999 ·
2000 ·
2001 ·
2002 ·
2003 ·
2004 ·
2005 ·
2006 ·
2007 ·
2008 ·
2009 ·
2010 ·
2011 ·
2012 ·
2013 ·
2014 ·
2015 ·
2016 ·
2017 ·
2018 ·
2019 ·
2020